# Yesterday and Today
Yesterday and Today to dziewiąty LP zespołu The Beatles wydany w USA przez wytwórnię Capitol a jedenasty w ogóle wydany na rynku amerykańskim; album ukazał się tylko w USA i Kanadzie.
Album Yesterday and Today znany jest przede wszystkim z powodu kontrowersji związanych z „rzeźnicką” okładką ukazującą członków zespołu ubranych w białe fartuchy rzeźników, pokrytych kawałkami mięsa i lalkami z pourywanymi głowami. Tytuł albumu pochodzi od piosenki „Yesterday”. Wczesna edycja okładki zawierała słowo „Yesterday” wzięte w cudzysłów.

## Historia
Yesterday and Today zawiera piosenki skompilowane z dwóch brytyjskich albumów, które zostały pominięte na albumach amerykańskich, uzupełnione nagraniami z mającego się wkrótce ukazać kolejnego brytyjskiego albumu The Beatles:
- z brytyjskiego albumu Help! wzięto piosenki „Act Naturally” i „Yesterday” (wydaną wcześniej przez Capitol jako singel),
- z brytyjskiego albumu Rubber Soul wzięto piosenki „Nowhere Man” i „What Goes On” (również wydaną wcześniej przez Capitol jako singel) oraz „Drive My Car” i „If I Needed Someone”[9],
- obie strony singla „Day Tripper” / „We Can Work It Out”,
- z mającego się ukazać albumu Revolver wzięto piosenki „I'm Only Sleeping”, „Doctor Robert” i „And Your Bird Can Sing”, zmiksowane w wersji duofonicznej[10].

The Beatles byli poirytowani chaotycznym sposobem, w jaki wytwórnia Capitol kompilowała ich amerykańskie albumy wybierając poszczególne piosenki z różnych wydawnictw brytyjskich, mieszając je i łącząc w jedną całość.
Oprócz „rzeźnickiej” okładki album Yesterday and Today wzbudza zainteresowanie kolekcjonerów z powodu oryginalnie zmiksowanych piosenek, nieosiągalnych w wersji CD. Aż do 2009 również nagrania z albumów Help! i Rubber Soul były nieosiągalne w wersjach mikserskich z 1965. Z powodu pośpiechu towarzyszącego wytwórni Capitol przy wydawaniu nowego produktu, duofoniczne miksy piosenek: „Dr. Robert,” „And Your Bird Can Sing,” i „I'm Only Sleeping” zostały zrobione z pierwotnych amerykańskich miksów mono, zrealizowanych w maju 1966 z zastosowanym stopniem kompresji i pogłosem niespotykanymi gdzie indziej. Mix stereo piosenki „Day Tripper”, zawiera wstęp zagrany na gitarze najpierw w lewym kanale, później przeskakujący do prawego kanału (i dodatkowy okrzyk „yeah” Lennona w pierwszym chórku). W stereofonicznej wersji albumu w piosence „We Can Work It Out” zarejestrowanej 10 listopada 1965 przesunięto dźwięk fisharmonii na środek w części utworu pomiędzy zwrotką a refrenem.

## Wydanie
Wydany 15 czerwca album Yesterday and Today (nr kat. Capitol T/ST 2553 z kontrowersyjną, „rzeźnicką” okładką, został ostro skrytykowany zarówno przez media jak i opinię publiczną. Nakład wycofano z rynku i 20 czerwca wprowadzono ponownie, z inną okładką. Pomimo zamieszania album 8 lipca 1966 uzyskał status Złotej Płyty, sprzedając się następnie w ilości ponad miliona egzemplarzy. 9 lipca zadebiutował na pozycji nr 120 listy Billboard 200 by po 3 tygodniach dotrzeć do pozycji nr 1, którą zajmował przez 5 tygodni.

### „Rzeźnicka” okładka
Na początku 1966 roku, fotograf Robert Whitaker zebrał Beatlesów w studio dla realizacji projektu z dziedziny sztuki konceptualnej, zatytułowanego „Somnambulant Adventure”. Podczas tej sesji Whitaker wykonał serię zdjęć członków grupy ubranych w kitle rzeźników i udrapowanych kawałkami mięsa i częściami plastykowych lalek dla dzieci. The Beatles udawali nieświadomych, ponieważ byli zmęczeni zwykłymi sesjami zdjęciowymi, a koncepcja Whitakera była zgodna z własnym poczuciem „czarnego humoru”. Chociaż zdjęcia z sesji nie były pierwotnie pomyślane jako okładka albumu, The Beatles wykorzystali je w swoich materiałach promocyjnych. Według wywiadu opublikowanego w 2002 w magazynie muzycznym Mojo, były prezes Capitol Alan W. Livingston stwierdził, że to Paul McCartney był tym, który mocno nalegał, żeby rzeźnickie zdjęcie wykorzystać na okładkę albumu, i które podobno określił jako „nasz komentarz do wojny”. Zdjęcie roześmianego zespołu pośród kawałków mięsa zostało wykorzystywane w reklamach promocyjnych towarzyszących brytyjskiej premierze singla „Paperback Writer”. Podobne zdjęcie z tej sesji zostało również wykorzystane na okładce brytyjskiego magazynu muzycznego Disc wydanego 11 czerwca 1966.
W Stanach Zjednoczonych wytwórnia Capitol Records wytłoczyła około 750 000 egzemplarzy Yesterday and Today z taką samą fotografią jak na „Paperback Writer”. Albumy były tłoczone w czterech amerykańskich zakładach Capitolu znajdujących się w różnych miastach: Los Angeles, Scranton, Winchester i w Jacksonville. Numery określające, z jakiego zakładu pochodziły okładki, zostały wydrukowane w pobliżu symbolu RIAA na rewersie okładki; na przykład kopie stereo z zakładu w Los Angeles są oznaczone numerem „5” a kopie mono z tego samego miasta noszą numer „6”. Kopie mono przewyższają liczebnie kopie stereo w stosunku 10 do 1, przez co te ostatnie są rzadsze i cenniejsze dla kolekcjonerów. Niewielka część oryginalnych okładek została wysłana do dyskdżokejów i recenzentów jako materiał promocyjny. Kiedy wytwórnia Capitol otrzymała skargi od niektórych dealerów, jej reakcja była natychmiastowa. Płyta została niezwłocznie wycofana z listy zamówień u Josepha Lockwooda, prezesa EMI, firmy macierzystej Capitolu, a wszystkie zamówione egzemplarze były odsyłane z powrotem do wytwórni, co sprawiło, iż wydawnictwo to stało się rzadkością i gratką dla kolekcjonerów.
W tym czasie niektórzy z Beatlesów usprawiedliwiali wykorzystanie rzeźnickiej fotografii. John Lennon powiedział, że była ona „równie stosowna jak Wietnam”, a McCartney stwierdził, że ich krytycy byli „łagodni”. Jednak opinii tej nie podzielali pozostali członkowie zespołu. Cytowano George’a Harrisona (który stał się wegetarianinem), uważającego, iż, cały ten pomysł „był obrzydliwy, i, myślę, że również głupi. Czasem wszyscy robiliśmy głupie rzeczy myśląc, że to fajne i modne, podczas gdy było to naiwne i głupie; a ten był jednym z nich”. Capitol Records przeprosił za obraźliwą okładkę.
Capitol początkowo nakazał kierownikom swoich oddziałów zniszczenie okładek; większości swoich egzemplarzy do zniszczenia dostarczył oddział w Jacksonville. Jednak w obliczu tak wielu już wydrukowanych okładek Capitol zdecydował się nakleić bardziej konwencjonalne obwoluty na dotychczasowe okładki. Nowa okładka, przedstawiająca zdjęcie zespołu pozującego wokół wielkiej, otwartej walizki, musiała być przycięta na otwartej krawędzi o około 3 mm, ponieważ nowa obwoluta, znana jako „gładka”, nie została umieszczona dokładnie pośrodku oryginalnej okładki. Rozesłano dziesiątki tysięcy tak zwanych „walizkowych” okładek. Kiedy wiadomość o tym manewrze stało się powszechnie znana, właściciele zmienionej okładki próbowali, zazwyczaj bezskutecznie, odklejać nową obwolutę naklejoną na oryginalnej okładce, chcąc ją w ten sposób odsłonić. Ostatecznie, gwałtowny wzrost wartości i atrakcyjność rzeźnickich, niezaklejonych okładek spowodowała rozwój skomplikowanych i złożonych technik odklejania okładek walizkowych w taki sposób, że na oryginalnej okładce pozostawały tylko słabe, poziome ślady po kleju.
Egzemplarze, które nigdy nie miały naklejonych na nich okładek, znane są jako okładki „pierwszej kategorii”, są bardzo rzadkie i osiągają najwyższe ceny. Egzemplarze z naklejoną obwolutą nad nienaruszonym nad obrazem rzeźnickim są znane jako „druga kategoria” lub „zalepione”, z czasem również i one stawały się coraz rzadsze i coraz cenniejsze. Okładki, z których usunięto obwoluty walizkowe, żeby odsłonić rzeźnicki oryginał, są znane jako „trzecia kategoria”, są obecnie najczęstsze (i najmniej wartościowe, choć ich wartość zależy od tego, na ile skutecznie została usunięta naklejona obwoluta) jako że melomani nadal kontynuują odklejanie okładek drugiej kategorii. Najwartościowsze i wysoko cenione są spośród okładek pierwszej i drugiej kategorii te, które nigdy nie zostały otwarte i pozostają wciąż zamknięte w oryginalnej termokurczliwej folii. Od czasu pierwszej udokumentowanej kolekcjonerskiej sprzedaży longplaya rzeźnickiego w wersji mono w 1974, którego cena wynosiła wtedy 457 dolarów, w 2006 osiągnęła cenę ok. 20 tys. dolarów.
W 1987 były prezes Capitol Records, Alan W. Livingston wystawił na sprzedaż dwadzieścia cztery „oryginalne” rzeźnickie okładki ze swojej prywatnej kolekcji. Kiedy oryginalna okładka została wycofana w czerwcu 1966, Livingston zabrał już zapieczętowane „rzeźnickie” albumy z magazynu, zanim zostały one zaklejone nowymi obwolutami i schował je w szafie w swoim domu. Albumy te zostały po raz pierwszy wystawione na sprzedaż przez syna Livingstona na festynie poświęconym Beatlesom w Hotelu Marriott w pobliżu Los Angeles International Airport w weekend święta Dziękczynienia 1987. Te wciąż zapieczętowane, nietknięte egzemplarze, wśród których było dziewiętnaście wersji mono i pięć stereo, należą do najrzadszych istniejących „okładek rzeźnickich” z „rodowodem”. Te tak zwane „rzeźnickie okładki livingstonowskie” są dziś najwyżej cenione wśród kolekcjonerów, a do najrzadszych i najcenniejszych z nich należy pięć wersji stereo. W kwietniu 2006 podczas aukcji zorganizowanej przez Heritage Auction Galleries w Dallas sprzedano jedną z zapieczętowanych wersji mono „rzeźnickiej okładki livingstonowskiej” za około 39 000 dolarów.
Niezwykle rzadki oryginał „pierwszej kategorii” w wersji stereo, który nie pochodził z kolekcji Livingstona, został przedstawiony do wyceny w 2003 w Chicago na pokazie zorganizowanym przez PBS w ramach cyklu Antiques Roadshow. Egzemplarz ten był nadal w posiadaniu pierwotnego właściciela, który kupił go w jednym z supermarketów sieci Sears w dniu wydania w 1966, w jedynym dniu, kiedy płyty były w sprzedaży w oryginalnych okładkach, zanim zostały wycofane przez Capitol. Chociaż nie w oryginalnej, termokurczliwej folii, album był rzadko odtwarzany i zachował się w doskonałym stanie, a rzeczoznawca Roadshow, Gary Sohmers wycenił go 10 000–12 000 dolarów.
Wiceprezes Capitol Records z Kanady i ówczesny szef A&R zachowali wersje mono i stereo dla swojej kolekcji.
Nie było wersji taśmowych Yesterday and Today z „okładką rzeźnicką”. Wersja taśmowa, tzw. Stereo 8 oraz taśma magnetofonowa zostały wydane mniej więcej miesiąc po wydaniu w 1966 albumu winylowego. Kasety magnetofonowe zostały wydane przez Capitol Records dopiero w 1968.

## Lista utworów
Wszystkie utwory, o ile nie zaznaczono inaczej, napisali  John Lennon i Paul McCartney.
Strona pierwsza:
| 1. | „Drive My Car”                     | 2:30  |
|    |                                    |       |
| 2. | „I'm Only Sleeping”                | 3:01  |
|    |                                    |       |
| 3. | „Nowhere Man”                      | 2:45  |
|    |                                    |       |
| 4. | „Doctor Robert”                    | 2:15  |
|    |                                    |       |
| 5. | „Yesterday”                        | 2:08  |
|    |                                    |       |
| 6. | „Act Naturally” (Morrison-Russell) | 2:33  |
|    |                                    |       |
|    |                                    | 15:12 |
|    |                                    |       |
Strona druga:
| 1. | „And Your Bird Can Sing”                          | 2:01  |
|    |                                                   |       |
| 2. | „If I Needed Someone” (George Harrison)           | 2:24  |
|    |                                                   |       |
| 3. | „We Can Work It Out”                              | 2:15  |
|    |                                                   |       |
| 4. | „What Goes On” (Lennon-McCartney-Richard Starkey) | 2:51  |
|    |                                                   |       |
| 5. | „Day Tripper”                                     | 2:50  |
|    |                                                   |       |
|    |                                                   | 12:21 |
|    |                                                   |       |